# Michael Schulz (Fußballspieler, 1961)
Michael Schulz (*  3. September 1961 in Hitzacker) ist ein ehemaliger deutscher Fußballspieler.

## Sportliche Laufbahn

### Vereinskarriere
Über den TuS Nettlingen, den TuS Sulingen, den TuS Syke und den VfB Oldenburg kam er 1987 zum 1. FC Kaiserslautern. Nach dem Abitur schlug er die Laufbahn als Sportausbilder bei der Polizei ein und begann erst im Alter von 26 Jahren seine Karriere als Profifußballer. Zwischen 1987 und 1997 bestritt Schulz 243 Bundesligaspiele, in denen er neun Tore erzielte. In seiner Dortmunder Zeit wurde er wegen vergleichsweise häufiger Platzverweise zum „Bösewicht der Bundesliga“, trat des Weiteren einmal die Tür der Schiedsrichterumkleide ein. Nach dem Ende seiner Profilaufbahn erwarb er die A-Trainerlizenz.

### Auswahleinsätze
Für die Nationalmannschaft war er 1992 und 1993 sieben Mal im Einsatz und wurde mit der Mannschaft 1992 bei der Europameisterschaft in Schweden, bei der sie im Finale Dänemark mit 0:2 unterlag, Vize-Europameister. Zuvor war Schulz bereits in der deutschen Olympiaelf zu Auswahlehren gekommen.

### Erfolge
Während seiner aktiven Laufbahn als Bundesligaprofi holten Kaiserslautern, Bremen und Dortmund zusammen fünf Meistertitel, aber keiner ging an Schulz. Kaiserslautern wurde Meister, nachdem Schulz nach Dortmund gewechselt war. Dortmund wurde zweimal Meister, nachdem er zu Bremen gegangen war. Schulz war, so schien es, immer zur falschen Zeit im Verein und feixte später in Interviews darüber. Mit Dortmund wurde Schulz 1992 Zweiter, so wie 1995 mit dem SV Werder Bremen. Im UEFA-Pokal belegte er 1993 mit Borussia Dortmund nach der Finalniederlage gegen Juventus Turin Platz zwei. Bei der EM 1992 wurde er mit Deutschland Zweiter. Den größten sportlichen Erfolg erzielte Schulz mit dem Gewinn der Bronze-Medaille beim Fußballturnier der olympischen Spiele 1988 in Seoul, bei der er zur Stammformation der Olympia-Auswahlmannschaft gehörte.

## Weiterer Werdegang
Michael Schulz wurde als Fußballexperte und Reporter tätig, arbeitete als solcher für verschiedene Fernsehsender. 2005 war er im Aufgebot einer „Kohlenpott“-Auswahl, die in der Sendung Helden der Kreisklasse gegen einen Amateurverein spielte. Vom Sommer 2006 bis zum Sommer 2007 war Schulz beim Bezahlsender Arena tätig, der die Bundesliga-Rechte im Sommer 2007 an Premiere sublizenzierte. Seit August 2009 ist Schulz als Reporter beim IPTV-Sender der Telekom, LIGA total!, im Einsatz und arbeitet als Spielerberater für die Agentur Siebert & Backs.

## Ehrungen
- 2008 Silbernes Lorbeerblatt
- 2016 Aufnahme in die Ehrengalerie des Niedersächsischen Instituts für Sportgeschichte